# Patrick Cutrone
Patrick Cutrone Tiếng Ý: [ˈpaːtrik kuˈtroːne]; sinh ngày 3 tháng 1 năm 1998) là một cầu thủ bóng đá chuyên nghiệp người Ý chơi như một tiền đạo cho Como 1907 và đội tuyển bóng đá quốc gia Ý.